# Sufli (gmina)
Sufli (gr. Δήμος Σουφλίου, Dimos Sufliu) – gmina w Grecji, w administracji zdecentralizowanej Macedonia-Tracja, w regionie Macedonia Wschodnia i Tracja, w jednostce regionalnej Ewros. W 2011 roku liczyła 14 941 mieszkańców. Powstała 1 stycznia 2011 roku w wyniku połączenia dotychczasowych gmin: Sufli, Tichero i Orfeas. Siedzibą gminy jest Sufli.